# Карлтон (Небраска)
Карлтон (англ. Carleton) — селище (англ. village) в США, в окрузі Теєр штату Небраска. Населення — 92 особи (2020).

## Географія
Карлтон розташований за координатами 40°18′12″ пн. ш. 97°40′54″ зх. д. / 40.30333° пн. ш. 97.68167° зх. д. (40.303323, -97.681584).  За даними Бюро перепису населення США в 2010 році селище мало площу 2,37 км², уся площа — суходіл.

## Демографія
Згідно з переписом 2010 року, у селищі мешкала 91 особа в 40 домогосподарствах у складі 27 родин. Густота населення становила 38 осіб/км².  Було 49 помешкань (21/км²).
Расовий склад населення:
| - 96,7 % — білих - 1,1 % — чорних або афроамериканців |

До двох чи більше рас належало 2,2 %. Частка іспаномовних становила 0,0 % від усіх жителів.
За віковим діапазоном населення розподілялося таким чином: 22,0 % — особи молодші 18 років, 53,8 % — особи у віці 18—64 років, 24,2 % — особи у віці 65 років та старші. Медіана віку мешканця становила 49,5 року. На 100 осіб жіночої статі у селищі припадало 93,6 чоловіків;  на 100 жінок у віці від 18 років та старших — 91,9 чоловіків також старших 18 років.
Середній дохід на одне домашнє господарство  становив 49 794 долари США (медіана — 45 139), а середній дохід на одну сім'ю — 54 960 доларів (медіана — 46 111). За межею бідності перебувало 11,6 % осіб, у тому числі 0,0 % дітей у віці до 18 років та 16,7 % осіб у віці 65 років та старших.
Цивільне працевлаштоване населення становило 54 особи. Основні галузі зайнятості: виробництво — 24,1 %, освіта, охорона здоров'я та соціальна допомога — 22,2 %, будівництво — 20,4 %.